# Curved Air live
Curved Air live is het vijfde muziekalbum van Curved Air en hun eerste livealbum. 

## Achtergrond
Het was een album dat puur om financiële redenen is gemaakt. Vanwege een belastingschuld kwam in september 1974  een kleine reünietournee op gang, die tot en met december van dat jaar duurde. Bijna de gehele samenstelling uit de begintijd kwam opdagen, alleen de toenmalige bassist kon al na het eerste album geen basgitaar meer vasthouden vanwege spierproblemen in de hand. Phil Kohn verving hem, het zou het enige muziekalbum blijven met zijn naam daarop vermeld.
De muziek van Curved Air was in de loop van de vorige albums steeds meer gladgestreken. Toen de concerten in deze oorspronkelijke samenstelling plaatsvonden, keerde de ongepolijste stijl van de eerste albums echter terug. Dit had er onder meer mee te maken dat Kristina in de privésfeer een ongelukkige tijd had gekend, de afwikkeling van haar relatie kostte veel energie. Echter, vanaf begin 1974 kwam een nieuwe man in haar leven. Zij kreeg een verhouding (en later een huwelijk) met Stewart Copeland, eerst een roadmanager en vervolgens drummer van de band. Het is dan ook niet vreemd dat dit album verscheen bij BTM Records, het platenlabel van Miles Copeland, broer van Stewart.   
De muziek is opgenomen tijdens twee concerten van de band in december 1974; een concert in de Universiteit van Cardiff en een concert in de Bristol Polytechnic.

## Musici
- Sonja Kristina – zang
- Francis Monkman – toetsinstrumenten, gitaar
- Darryl Way - elektrische viool, zang
- Florian Pilkington-Miksa – slagwerk
- Phil Kohn – basgitaar

## Muziek
| Nr. | Titel             | Duur |
| --- | ----------------- | ---- |
| 1.  | It happened today | 5:25 |
| 2.  | Marie Antoinette  | 6:45 |
| 3.  | Back street luv   | 3:43 |
| 4.  | Propositions      | 7:42 |
| 5.  | Young mother      | 8:56 |
| 6.  | Vivaldi           | 9:00 |
| 7.  | Everdance         | 5:36 |